# Orthotrichia serrata
Orthotrichia serrata är en nattsländeart som beskrevs av Wells 1990. Orthotrichia serrata ingår i släktet Orthotrichia och familjen smånattsländor. Inga underarter finns listade i Catalogue of Life.